# 小行星9335
小行星9335（英語：9335）是一颗围绕太阳公转的小行星。1991年1月10日，串田嘉男、村松修在八之岳发现了此天体。
这颗小行星的绝对星等为303.89729等。